# Joe Quitzke
Joe Quitzke (* 1969 in Linköping) ist ein schwedischer Jazzmusiker (Schlagzeug, Komposition).

## Leben und Wirken
Quitzke, der in Andalusien aufwuchs, spielte dort als Autodidakt Schlagzeug und Perkussion in Latin-Bands ebenso wie in den Genres, Jazz, Rockmusik und Funk. Dann lebte und spielte er in Australien und Schweden.
Seit 1996 wohnt Quitzke in Paris, wo er zwischen 1996 und 2000 auf dem Conservatoire National Supérieur de Musique de Paris studierte. Seit dieser Zeit ist er Mitglied des Gábor Gadó Quartet und an zahlreichen Alben der Gruppe beteiligt. Weiterhin gehörte er zur Band von François Jeanneau. Quitzke ist auch auf Aufnahmen von Matthieu Donarier, Gábor Winand, Éric Barret, Claudia Solal, Miklós Lukács, Emil Spányi und Ablaye Cissoko zu hören. Er lehrt Schlagzeug an der Jazzabteilung des Conservatoire à rayonnement régional de Paris.

## Preise und Auszeichnungen
Mit dem Matthieu Donarier Trio gewann er 1999 den ersten Preis beim Wettbewerb von La Défense. Sein Studium schloss er mit einem ersten Preis ab.